# Stadion Förrlibuck
Das Stadion Förrlibuck war ein Fussballstadion in der Schweizer Stadt Zürich im gleichnamigen Kanton. Zwischen 1924 und 1937 diente es als Spielstätte dem Fussballverein FC Young Fellows Zürich. Der Name der Anlage geht zurück auf den gleichlautenden Flurnamen, der soviel bedeutet wie «mit Föhrenbäumen bewachsener, buckelartiger Hügel oder Erhöhung».

## Geschichte
Das Stadion wurde im Stadtkreis 5, dem heutigen Industriequartier, auf dem Areal der späteren Toni-Molkerei errichtet. Die Lokation war in der Förrlibuckstrasse bei der Einmündung der Herdernstrasse, heute hier Duttweilerstrasse genannt. Zur damaligen Zeit war das Gebiet noch weitgehend unbebaut und von Wiesen und Gartenanlagen umgeben. Die Baukosten beliefen sich auf 80'000 Schweizer Franken. Das Stadion fasste 18'000 Zuschauer, davon 14'000 auf Stehplätzen und 750 auf der Tribüne.
Am 11. Mai 1924 wurde das Stadion eröffnet. Nach diversen Ansprachen am späten Vormittag spielte die städtische Stadtmusik Zürich mit 90 Mann auf. Um 14 Uhr traten die Young Fellows in einem Freundschaftsspiel gegen den italienischen Erstligaverein AC Legnano aus der Lombardei an, das die Gäste mit 1:0 gewannen. Danach flog Oberleutnant Comte mit einem Jagdflugzeug aus Dübendorf ein. Um 15:30 Uhr fand das erste offizielle Spiel auf dem Förrlibuck statt: die Grasshoppers besiegten hier in einer Meisterschaftspartie den FC Blue Stars mit 2:1.
Nur eine Woche danach wurde das erste von insgesamt vier Länderspielen im Förrlibuck ausgetragen. Bereits zu diesem frühen Zeitpunkt gab es Pläne für einen Ausbau um 12'000 weitere Plätze. Anfang Mai 1927 machte das uruguayische Spitzenteam Peñarol Montevideo während seiner Europa-Rundreise Station im Förrlibuck und konnte die Gastgeber mit 1:0 besiegen. Ab 1933 trug dort auch die Feldhandball-Sparte der Young Fellows ihre Spiele aus.
Nach nur 13 Jahren genügte das Stadion allerdings bereits nicht mehr den Ansprüchen der Young Fellows, weshalb der Verein 1937 Grundstück und Gebäude für 310'000 Schweizer Franken an die Stadt verkaufte und in das Stadion Letzigrund wechselte. In den folgenden Jahrzehnten wurde Förrlibuck nur noch für unterklassige Fussballspiele des FC Industrie sowie für andere Veranstaltungen genutzt. So war es beispielsweise im August 1939 Ziel der Schlussetappe der Tour de Suisse und im Juli 1942 führte die «Reichsdeutsche Jugend in der Schweiz» dort ihre Sportfesttage durch. Später wurden unter anderem Wettkämpfe des Turnvereines Kaufleute Zürich sowie diverser Vereine des Firmensportverbandes ausgetragen. Ab 1958 wurde seitens der städtischen Organe ein Abriss des Stadions diskutiert, weil man Sportanlagen von der Peripherie eher ins Stadtzentrum verlagern wollte. Um Platz für das Hardturmviadukt zu schaffen, erfolgte 1971 der Rückbau des Stadions Förrlibuck.

## Nationalmannschaft im Stadion Förrlibuck
Die Schweizer Fussballnationalmannschaft absolvierte innerhalb von viereinhalb Jahren vier Partien im Stadion Förrlibuck. Zwei anfänglichen Siegen stehen zwei anschliessende Niederlagen gegenüber. Die Tordifferenz fällt jedoch knapp zugunsten der «Nati» aus.
| Datum         | Gegner      | Ergebnis | Anlass                                        |
| ------------- | ----------- | -------- | --------------------------------------------- |
| 18. Mai 1924  | Ungarn      | 4:2      | Freundschaftsspiel                            |
| 19. Apr. 1925 | Niederlande | 4:1      | Freundschaftsspiel                            |
| 29. Mai 1927  | Österreich  | 1:4      | Freundschaftsspiel                            |
| 14. Okt. 1928 | Italien     | 2:3      | Europapokal der Fussball-Nationalmannschaften |